# District Vaslui
Vaslui is een Roemeens district (județ) in de historische regio
Moldavië, met als hoofdstad
Vaslui (79.658 inwoners).
De gangbare afkorting voor het district is VS.

## Demografie
In het jaar 2002 had Vaslui 455.049 inwoners en een bevolkingsdichtheid van 86 inwoners per km².

### Bevolkingsgroepen
Meer dan 98% van de bevolking is Roemeen.
De grootste minderheid zijn de Roma's.

## Geografie
Het district heeft een oppervlakte van 5318 km².

## Aangrenzende districten
- Iași in het noorden
- Galați in het zuiden
- Neamț in het noordwesten
- Bacǎu in het westen
- Vrancea in het zuidwesten
- Moldavië (land) in het oosten

## Steden
- Vaslui
- Bârlad
- Huși
- Negrești